# 북독일 연방
북독일 연방(독일어: Norddeutscher Bund 노르트도이체 분트[*])은 1866년 프로이센-오스트리아 전쟁에 승리한 프로이센 왕국의 주도로 북독일 국가들이 연합하여 설립, 1871년 독일 제국이 성립되면서 소멸되었다.

## 역사
1866년 프로이센-오스트리아 전쟁의 결과, 독일 연방은 와해되었다. 와해 직후 프로이센을 중심으로 하는 새로운 북독일 연방이 세워졌다. 그간 독일 지역에서 연방이라 칭한 것들의 실체와는 달리 북독일 연방은 최초의 진정한 연방국가였다. 그 경계는 서쪽과 남쪽으로는 마인강 이북까지, 동쪽으로는 프로이센 왕국의 동프로이센까지, 북쪽으로는 슐레스비히까지였다. 1870년 프로이센-프랑스 전쟁의 결과, 북독일 연방이 남아 있던 남독일 국가들을 흡수했다. 1871년 1월 18일 독일 제국이 성립하여 연방은 소멸하였다.

## 역대 의장
불과 5년 동안 지속되었던 북독일 연방은 프로이센 왕이 의장이었다.
- 독일의 빌헬름 1세(프로이센 왕: 1861년~1888년, 북독일 연방 의장: 1866년~1871년, 독일 황제: 1871년~1888년)